# グユク
グユク（Güyük、、 1206年3月19日 - 1248年4月20日）は、モンゴル帝国の第3代皇帝（在位1246年8月24日 - 1248年4月20日）。漢語資料の表記では貴由、古余克、谷由皇帝。『元史』(大宗紀、定宗紀)の表記では古与、貴由、貴裕。ペルシア語資料での表記では كيك خان Kuyūk khān ないし گيوك خان Guyūk khān など。大元ウルスによって贈られた廟号は定宗、諡は簡平皇帝。
第2代皇帝オゴデイの長男で、第6皇后ドレゲネとの間に生まれた長男である。グユクは第3代モンゴル皇帝であるが、先代のオゴデイがモンゴル皇帝として初めて「カアン」（Qaγan, Qa'an）を名乗ったものの、グユクはこの「カアン」（哈罕皇帝/合罕皇帝）を父のオゴデイのみの称号と考えたのか、自らは名乗りとして用いず、もっぱらカン（ハン　Qan/χan 〜 خان khān）の称号のみを名乗ったと考えられている。

## 生涯

### 即位前まで
1206年、初代皇帝チンギス・カンの三男のオゴデイの長男として生まれる。
オゴデイが即位前に領有していたバルハシ湖近傍のエミル・コボク地方を領地として与えられた。1233年、満州に出兵して大真国の蒲鮮万奴を討つ功績を挙げた。
1235年初春、オゴデイはカラコルムを首都と定め、併せてこの時召集されたクリルタイで、ジョチ家の当主バトゥを総司令官とするヨーロッパ遠征軍、三弟のクチュ、次弟のコデンらを総司令官とする南宋遠征軍、さらには高麗へも軍を派遣することが決定し、グユクはオゴデイ家を代表してバトゥの西方遠征に従軍することになった。
バトゥに次するトルイ家の長男のモンケやチャガタイ家のブリなどとともに、グユクはルーシ遠征で活躍した。1239年にはモンケとともにアラン人との戦闘で戦果を挙げる。しかし『元朝秘史』や『集史』によると、遠征中の酒宴でブリがジョチ家の王子たちと口論になり、遠征軍の総大将であるバトゥを面罵し、グユクもブリに同調したと伝えられる。
『元朝秘史』によると、遠征中のバトゥからこの報告を受けたオゴデイは激怒し、グユクとブリは本国への召還を命じられた。『集史』ではグユクに伴ってモンケもモンゴルへ帰還したという。しかしオゴデイは1241年、グユクが本国に帰還する途上で病没してしまった。

### 即位までの経緯
『集史』「オゴデイ・カアン紀」によると、オゴデイは生前、第一皇后ボラクチンとの間に儲けた三男のクチュを後継者に定めていた。南宋遠征において、コデンが右翼軍として四川の成都に入城、陝西方面を劫掠し、中軍を率いるクチュも河南からは湖南に侵攻し、棗陽方面まで制圧していた。しかし、1236年11月に湖広方面の前線でクチュは陣没してしまった。このためオゴデイはクチュの長男のシレムンを寵愛して自らの後継者として宮中で養育していた。
こうした中、グユクはモンゴル本国への召喚中に、1241年1月に発せられたオゴデイの訃報に接し、加えてグユクの生母のドレゲネが摂政としてオゴデイの後継者を選出するクリルタイの招請にも接した。モンケはヨーロッパ遠征軍に従軍しグユクが本国へ召還されたことに伴い、これに随伴したという。
オゴデイが崩御した直後にチンギス・カンの弟のテムゲ・オッチギンがカアン位に就こうと試みたが、行動を起こす前にグユクがエミルに到着したためにオッチギンはカアン位を諦めた。
不仲の従弟バトゥはグユクとドレゲネを嫌ってクリルタイへの参加を拒否し続け、皇室の長老であるバトゥが欠席したまま後継者を決めることを反対する声も上がったが、ドレゲネによってクリルタイの開催は強行された。クリルタイの参加者はオゴデイの子孫から後継者を指名することで意見を一致させるが、ドレゲネの政治工作もあって全員がグユクを後継者に選んだ。1246年8月24日、祖父のチンギス・カン即位所縁の地であるココ・ナウルにおいて開催されたクリルタイによって、第3代カアンに即位することとなったのである。

### 勢力拡大から謎の急死

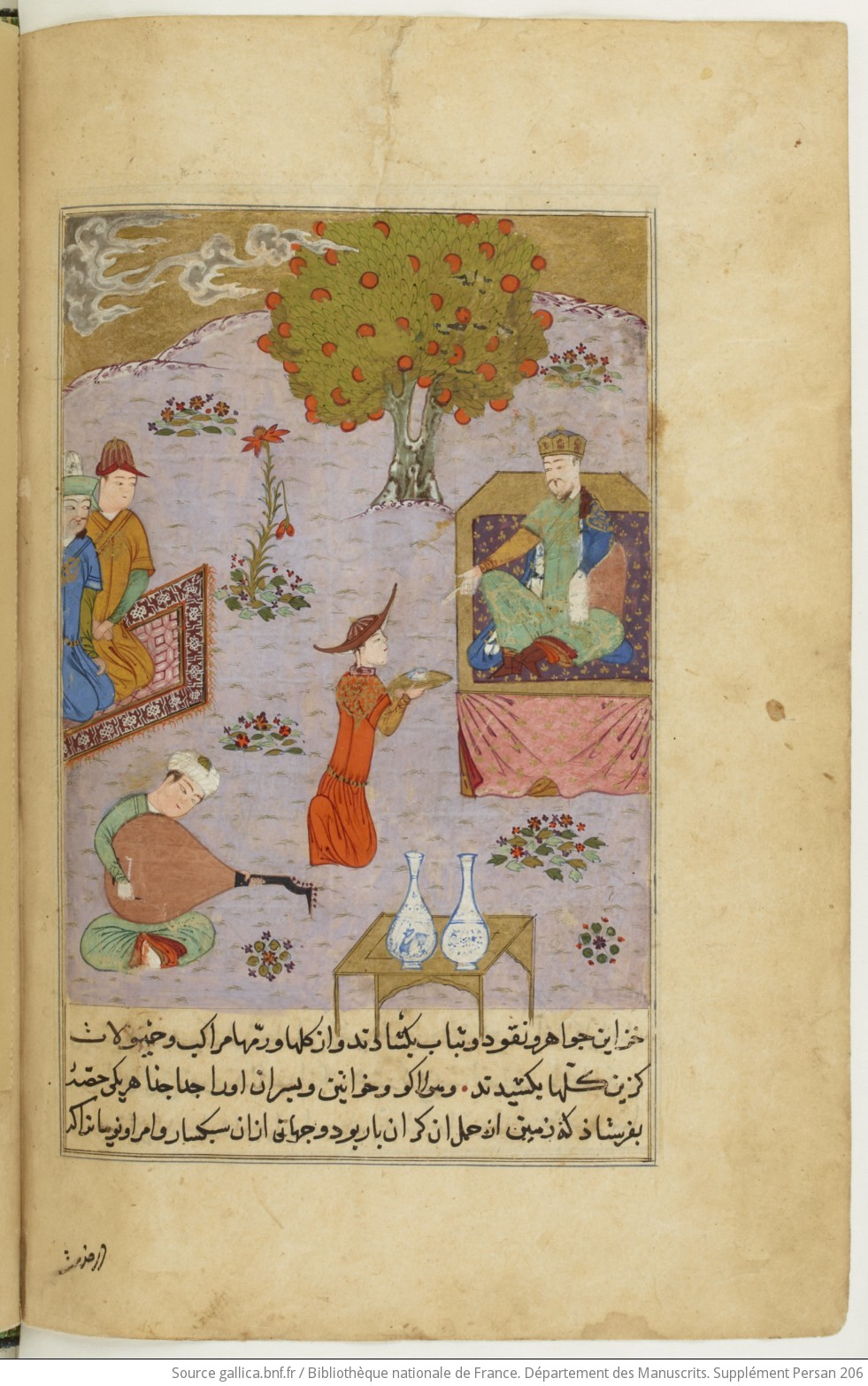
グユク（『世界征服者の歴史』）

即位後の10月より、グユクは親政を開始した。オゴデイの崩御から5年が経過していた。
即位後のグユクはまず最初にドレゲネの側近としてオゴデイの時期の功臣（チンカイやマフムード・ヤラワチ）の失脚を主導したファーティマ・ハトゥンを、「呪術によってコデンを呪い殺した」という罪状を元に処刑した。これと並行してドレゲネが摂政を務めていた間に乱発された勅令（ヤルリク）を廃止して諸王の権力の乱用を抑え、またチンカイとヤラワチを復職させ、母とファーティマ・ハトゥンに選任されて専権を振るっていた重臣のアブドゥッラフマーンの処刑も行った。その次に、帝位をうかがっていたテムゲ・オッチギンの審問を従兄弟のモンケとオルダに命じ、オッチギンの部下たちを処刑することで決着した。また、チャガタイ家のイェス・モンケ（チャガタイの五男）を当主カラ・フレグを廃してチャガタイ家の第3代当主に任命するなど、重用した。この一連のグユクの政策はドレゲネの統治を否定し、オゴデイの方針を継承するものであったといえる。
軍事面では南宋・イラン諸地方・高麗に兵を送り、引き続き勢力の拡大に努めた。また、ルーム・セルジューク朝の使節の告発を受けてスルターンのカイカーウス2世に代えて王弟のクルチ・アルスラーン4世を新たなスルターンに任命し、王位の継承問題が起きていたグルジア王国を2つに分割した。
グユクはリウマチに冒されていた上、過度の酒色のために政務を執ることができず、大臣のチンカイとカダクに政務を委任していた。グユクの家庭教師でもあったカダクはネストリウス派キリスト教徒であり、彼の影響もあってグユクの統治下のモンゴル帝国ではキリスト教は厚遇を受けた。
グユクは征西再開のため、1247年8月にイルジギデイを指揮官としたペルシア遠征軍先発隊をイランに派遣した。続いてグユク自身も私領（ウルス）であるエミル・コボク地方への巡幸を名目として、一軍を率いて西征へ出発した。しかしグユクは1248年4月、遠征途上で自らの旧領であるビシュバリク方面で急死した。この崩御は、かねてからの酒色で健康を害したための病死といわれている。しかし『集史』などでは、トルイ家のソルコクタニ・ベキ（モンケ（トルイの長男）の生母）が、この巡幸はグユクによるバトゥ（ジョチの次男、ジョチ家二代目当主）への討伐軍ではないかと危惧し、あらかじめバトゥに警戒するよう知らせていたことも記録されており、犬猿の仲であるバトゥによる暗殺の可能性を示唆する説もある。
グユクの崩御後、その皇后であったオグルガイミシュが摂政監国として国政を代行した。しかし、（モンケら）トルイ家の王族達およびバトゥ（ジョチ家）はオグルガイミシュの招請を拒否し、約4年の間モンゴル皇帝位は空席のまま決まらず、帝国全体の統治はまたしても混乱する事となった。
バトゥは独自にクリルタイを開催し、オゴデイ家の王侯はこの動きに抵抗したが、ジョチ・カサル家、カチウン家、テムゲ・オッチギン家の当主たちがバトゥとモンケの集会に参集したことに加え、シレムンやグユクの子であるホージャ・オグルやナグの兄弟も参加を表明するに及び、モンケがバトゥの支持を得て第4代カアンとして即位した。

## グユクの即位式
『世界征服者の歴史』や『集史』などによれば、グユクの即位には帝国の内外から王侯・有力者が参加した。バトゥは体調不良を口実に欠席したが、モンゴル本土に派遣していた異母兄のオルダを始めとするジョチ家の主要王族たちとそれに随行する将軍（ノヤン）たちを出席させている。さらに帝国内部からは旧金朝領である華北に派遣されていたノヤンや官僚たちと在地漢人勢力の代表者たち、アゼルバイジャン地方からイラク、ホラーサーンに至るまでのモンゴル支配地域とその周辺の有力勢力や王族たち、その使節が参加している。

### プラノ・カルピニが伝えたグユクの勅書

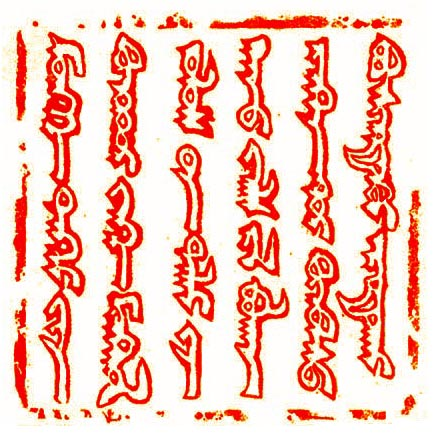
1246年にグユクがインノケンティウス4世へ宛てた勅書に捺された印璽

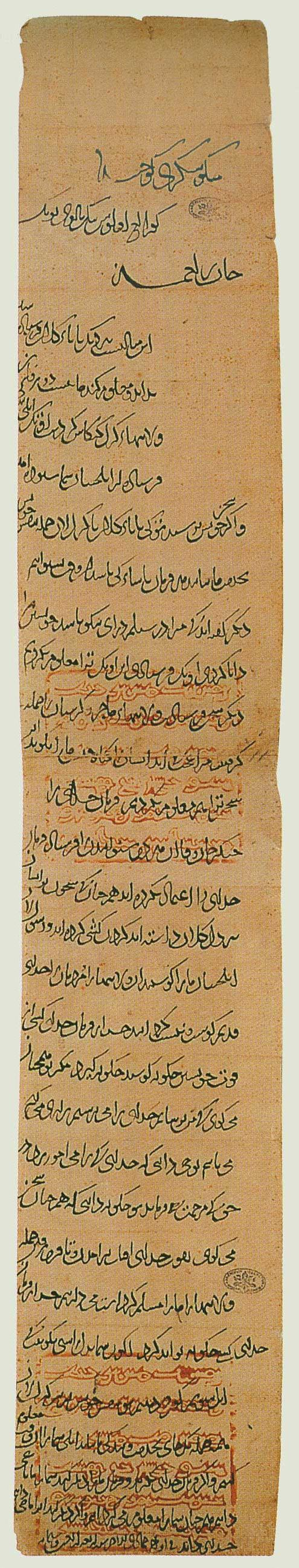
グユクのインノケンティウス4世宛国書（ペルシア語、バチカン図書館蔵）

この時たまたまローマ教皇・インノケンティウス4世の使節として派遣されたプラノ・カルピニのジョヴァンニ修道士がこのグユク選出のクリルタイに参加し、その様子を教皇庁に提出した報告書『モンゴル人の歴史』に載せている。彼がグユクに謁見したのち手渡されたペルシア語による勅書が1920年にバチカン図書館で発見され、バチカン美術館に現存している（Letter from Güyük Khan to Pope Innocent IV参照）。
これは書面の末尾に1246年11月11日（ヒジュラ暦644年ジュマーダー＝ル＝アーヒラ月末日）という紀年が書かれており、発令日時が明確である物としては現存最古に属すウイグル文字モンゴル語によるモンゴル皇帝の玉璽の銘文が捺された正式な勅書である。モンゴル帝国が発令した実物の命令文書としては、碑文資料を除くと現存する最古の文書資料でもある（ただしモンゴル語の原文は現存しない）。
これは、インノケンティウス4世が1245年に発した教皇勅書『Cum non solum』（モンゴルの統治者のキリスト教への改宗及び、キリスト教徒の虐殺を止めるよう要求していた）への返事であった。グユクは、教皇およびヨーロッパの諸侯に対してモンゴルへ赴いて自身へ服従することを要求し、要求に従わないならば敵とみなす、と回答した。
さらに文中ではグユク自身と祖父のチンギス・カンをハン（ خان Khān ）、父のオゴデイを「カアン」（ قاان Qā'ān ）とそれぞれ呼んでおり、オゴデイのみを「カアン」と呼ぶ特別な称号がグユクの即位直後からすでに使われていたことが分る貴重な証拠を残している。
カルピニの報告書に加えて、この時カラコルムで作成された勅書のラテン語翻訳文が残っている事で勅書の来歴や作成経緯についても詳細な記録が分析できる希有な資料となっている。ただし、ラテン語翻訳文では教皇やハンガリー王への厳しい批判や要求がおそらく両者に配慮したプラノ・カルピニにより意図的に省かれ、原文に無い文言が追加されている。

### 主な参加者
- トルイ家
  - ソルコクタニ・ベキ
  - モンケ
- チャガタイ家
  - カラ・フレグ
  - イェス・モンケ
  - ブリ
  - バイダル
  - イェスン・トア
- ジョチ家
  - オルダ
  - ベルケ
  - ベルケチェル
  - タングト
  - トカ・テムル
- テムゲ・オッチギン
- マー・ワラー・アンナフル総督マスウード・ベク
- イラン・ホラーサーン総督アルグン・アカ
- ルーム・セルジューク朝のスルターンのカイカーウス2世の弟のクルチ・アルスラーン4世
- ウラジーミル大公国のヤロスラフ2世（直後に死去したため、モンゴルにより暗殺されたと考えられている）
- グルジア王国のダヴィド兄弟
- サラーフッディーンの曾孫でアレッポとダマスクスを支配していたアイユーブ朝の君主ナースィル・サラーフッディーン・ユースフの弟君
- モースルの君主バドルッディーン・ルウルウの使者
- ローマ教皇インノケンティウス4世の使節として派遣されたプラノ・カルピニのジョヴァンニ修道士
- ケルマーン地方のカラキタイ朝の王族クトブッディーン
- ファールス地方のアタベク政権であるサルグル朝の君主アブー・バクル・ブン・サアドの使節
- アッバース朝の大カーディーのファフルッディーン
- アラムートのニザール派教主アラーウッディーン・ムハンマド3世の使者

## 宗室
系譜情報については『集史』などイルハン朝、ティムール朝時代の資料に準拠。漢字表記は『元史』「后妃表」による。
- 父　オゴデイ
- 母　ドレゲネ

### 妻妾
皇后
- オグルガイミシュ（斡兀立海迷失三皇后）[注 2]

### 男子
息子たちについては『集史』『元史』ではともに3人としており、『集史』その他によるとこのホージャ・オグルとナグの両名はいずれもオグルガイミシュが生母であったと伝えている。
- 長男　ホージャ・オグル
- 次男　ナク[注 3]
- 三男　ホク[注 4]